# برج حائل
برج حائل تم إنشاءه في عام 1982 - 1402 هـ ليكون مقر لمكاتب الصحف في مدينة حائل، يعد من أهم معالم مدينة حائل شمال المملكة العربية السعودية، ويُعتبر أعلى مبنى في شمال المملكة بطول يقارب 100 متر. يقع البرج في قلب مدينة حائل ويضم مكاتب الصحف والهيئة العليا لتطوير منطقة حائل والمركز الرئيسي للبنك العربي ويتكون من 12 طابقا.

## قرار الإزالة
بعد تعثر إنشاء مبنى أمانة حائل، إثر خلاف بين الأهالي والأمانة على موقع المشروع، كونه يكشف منازلهم، أنهى المجلس البلدي تأخر تنفيذ مشروع بعد إقرار تغيير موقعه واختيار آخر يكون بعيدًا عن الأحياء السكنية. وكشف رئيس المجلس البلدي بحائل عايد العديم أن المجلس البلدي أصدر قرار بطرح البرج للاستثمار ويجب على المستثمر إزالة المبنى وإعادة بناءه لعدم أهلية المبنى القديم وليتناسب مع تطوير وتوسعة طريق الملك عبد العزيز الرئيسي داخل المدينة.